# Universal (single)
Universal is een single van de Duitse symfonische-metalband Xandria, afkomstig van een nog te verschijnen album. Het nummer is zowel een protestlied als een ode aan zij die vechten voor de rechten van de mens.
Het is het eerste nummer van de band waarin zangeres Ambre Vourvahis een opera-achtig geluid in haar zang laten horen.

## Achtergrond en beschrijving
In Universal wordt een ode gebracht aan mensenrechtenactivisten, maar het nummer is tegelijkertijd een protestlied. De inspiratie voor het schrijven ervan kwam door de dood van de Iraans-Koerdische Mahsa Amini, die overleed nadat ze in 2022 in hechtenis was genomen door de Iraanse moraalpolitie. Daar zijn ook verwijzingen van te vinden in de tekst, zoals in de zinnen I gave it all in silence, until I could not anymore, een directe verwijzing naar haar overlijden, en No more possessing our bodies and minds, no more oppression by your holy lies, waarmee verwezen wordt naar het vechten tegen de Iraanse dictatuur.
De band benadrukt dat mensenrechten een groot goed zijn en dat we continu moeten blijven vechten, om te zorgen dat ze niet worden weggenomen.

## Ontvangst
Op YouTube waren de reacties veelal positief, maar op Reddit was men minder te spreken en werd het nummer een generiek popnummer met dito symfonische elementen genoemd. Wél werd Vourvahis' operazang geprezen. Op de website Rate Your Music kreeg het nummer gemiddeld een score van 3.10/5.0.